# Rue de Tilff
La rue de Tilff est une rue ancienne et la plus longue de la section d'Angleur faisant partie de la ville belge de Liège.

## Situation
La rue, section de la route nationale 633, traverse toute la partie sud de la localité d'Angleur depuis la place Andréa Jadoulle jusqu'à la rue d'Angleur qui mène à Tilff.

## Description
Mesurant environ 4 430 m, il s'agit d'une des artères les plus longues de la ville et commune de Liège et la plus longue de la section d'Angleur comptant environ 300 immeubles. La rue est plate et comprend quelques virages. Elle est la prolongation de la rue Vaudrée. Elle comprend plusieurs zones d'habitations séparées par des espaces non construits. La zone principale d'habitation occupe la partie nord-ouest proche du centre d'Angleur. Il s'agit d'immeubles contigus. Dans sa partie sud, la rue longe la rive gauche de l'Ourthe et se trouve en contrebas du versant boisé. Les habitations sont alors plus espacées. La ligne de chemin de fer 43 se situe entre la rue de Tilff et la rive de l'Ourthe.

## Odonymie
La rue tire son nom de la localité voisine de Tilff. 

## Histoire
Cette rue est une des voiries les plus anciennes d'Angleur, datant au moins du XVIIIe siècle mais sans doute bien antérieure. Son tracé a toutefois été modifié à la suite de la création de la voie de chemin de fer en 1866.

## Architecture
Deux petites maisons du XVIIIe siècle reprises à l'inventaire du patrimoine immobilier culturel de la Wallonie sont situées au no 6 et, en retrait de la voirie, au no 262. Les maisons sises aux nos 266, 276 et 284 datent vraisemblablement de la même époque.
Dans un parc en retrait et en surplomb de la rue, la maison de maître en brique d'architecture néo-classique datant de la seconde moitié du XIXe siècle est sise au no 304.
Au no 49, se situe une maison de style éclectique de quatre travées en briques rouges et bandeaux de briques blanches réalisée au début du XXe siècle possédant au premier étage deux garde-corps en fer forgé aux lignes courbes de style Art nouveau.

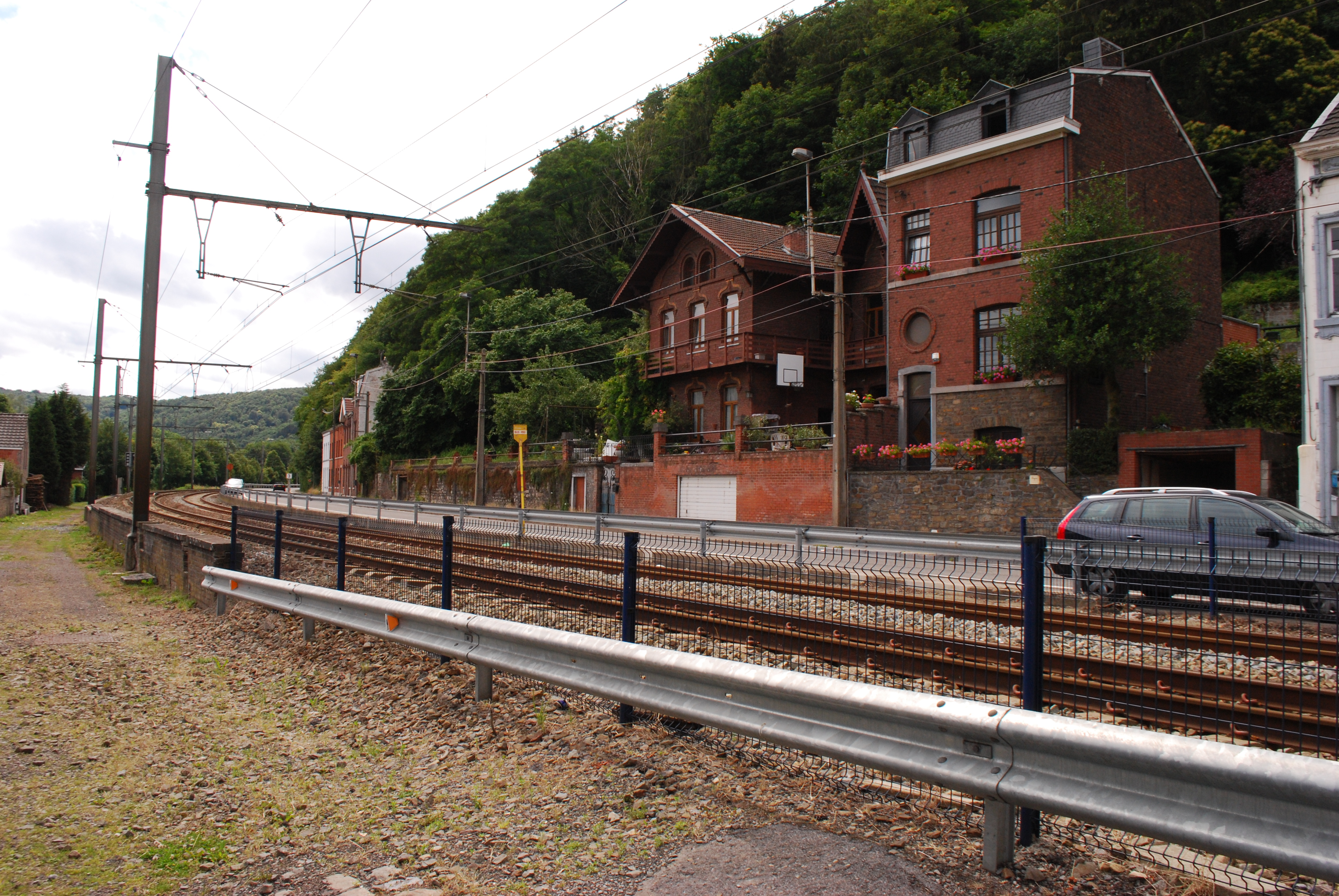

## Voies adjacentes
- Place Andréa Jadoulle
- Rue Collée
- Rue de la Fontaine
- Rue du Crucifix
- Rue Ferdinand Desoer
- Rue de Clérembault
- Rue de Streupas
- Pont de Sauheid
- Chemin de Château
- Boulevard du Rectorat
- Boulevard de Colonster
- Rue d'Angleur (commune d'Esneux)